# Маджалисский сельсовет
Маджалисский сельсовет  — административно-территориальная единица и муниципальное образование со статусом сельского поселения в Кайтагском районе Дагестана Российской Федерации.
Административный центр — село Маджалис.

## Население
| 2002  | 2010  | 2012  | 2013  | 2014  | 2015  | 2016  |
| ----- | ----- | ----- | ----- | ----- | ----- | ----- |
| 6816  | ↗7934 | ↗8091 | ↗8159 | ↗8167 | ↗8256 | ↗8318 |
| 2017  | 2018  | 2019  | 2020  | 2021  | 2023  | 2024  |
| ↗8438 | ↗8470 | ↗8570 | ↗8681 | ↘7602 | ↗7617 | ↗7632 |
| 2025  |       |       |       |       |       |       |
| ↗7726 |       |       |       |       |       |       |

## Состав
| № | Населённый пункт | Тип населённого пункта       | Население |
| - | ---------------- | ---------------------------- | --------- |
| 1 | Маджалис         | село, административный центр | ↘6659     |
| 2 | Родниковый       | село                         | ↗764      |
| 3 | Хунгия           | село                         | ↘179      |